# パシフィック・ノースウエスト・バレエ団
パシフィック・ノースウエスト・バレエ団（Pacific Northwest Ballet）は、アメリカ合衆国ワシントン州シアトルに本拠地を置くバレエ団。略称はPNB。

芸術監督は、元ニューヨーク・シティ・バレエ団プリンシパルダンサーの ピーター・ボール。劇場はシアトル・センター内に所在するマリオン・オリバー・マッコー・ホール。2020年12月4日現在、所属ダンサー46名。年間の総公演数は100回を超える。

## 沿革[4]
- 1972年 - Seattle Opera Associationの支援の下、Pacific Northwest Dance Associationとして設立。
- 1977年8月 -  ケント・ストーウェルと フランシア・ラッセルが芸術監督に任命される。
- 1977年9月 - 独立した組織となる。
- 1978年 - Pacific Northwest Dance Associationから、Pacific Northwest Balletに改名。
- 2005年7月 -  ケント・ストーウェルと フランシア・ラッセルの後任として、 ピーター・ボールが芸術監督に任命される。

## 過去在籍した主なダンサー[5]
- プリンシパル
  - Leta Biasucci
  - Kyle Davis
  - Angelica Generosa
  - William Lin-Yee
  - James Yoichi Moore
  - Elizabeth Murphy
  - Seth Orza
  - Noelani Pantastico
  - Lucien Postlewaite
  - Lesley Rausch
  - Jerome Tisserand
  - Laura Tisserand
  - Dylan Wald